# Aleksandr Abramow (dyplomata)

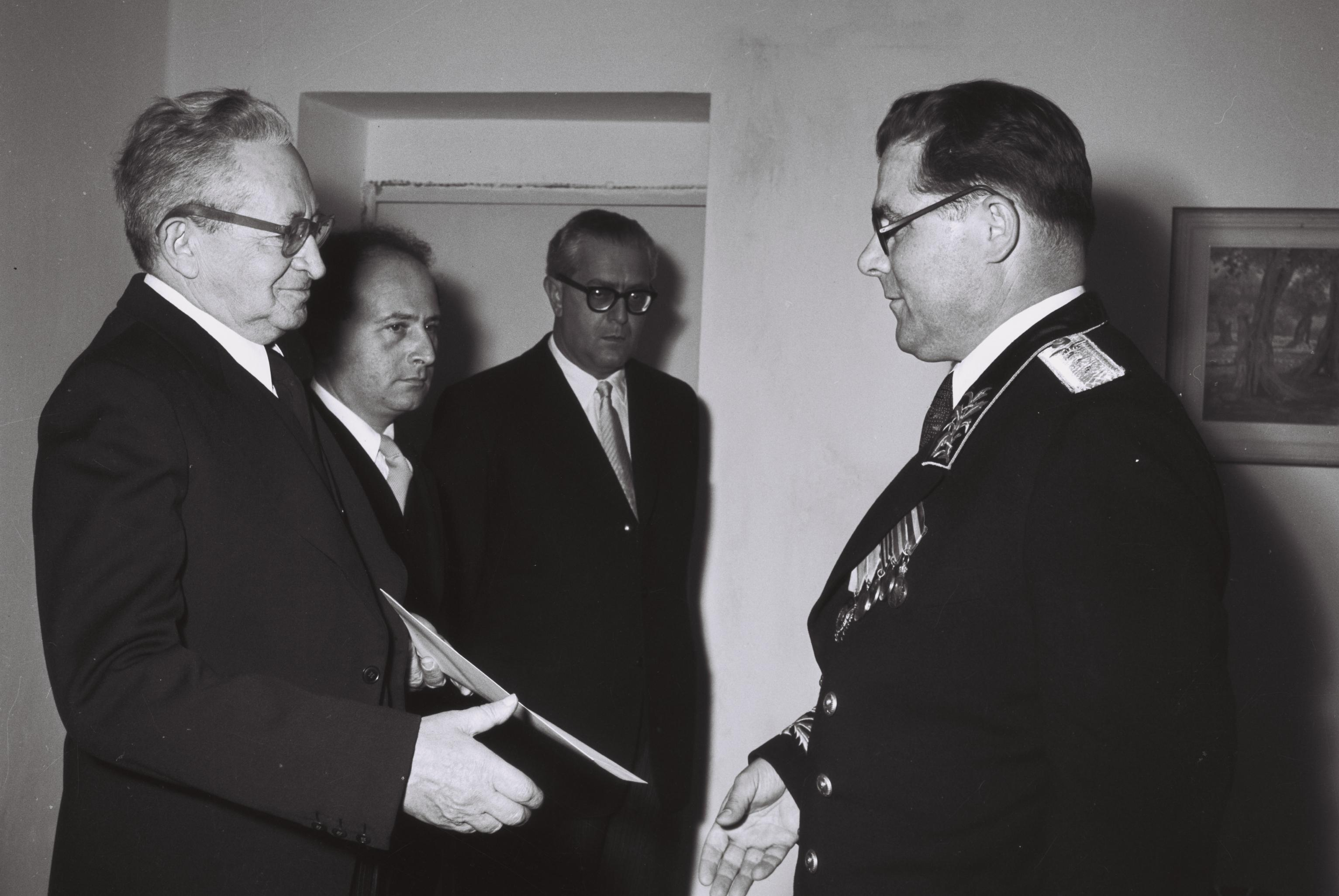
4 grudnia 1953, Abramow (z prawej) wręcza listy uwierzytelniające jako poseł prezydentowi Izraela

Aleksandr Nikiticz Abramow (ros. Александр Никитич Абрамов, ur. 1905, zm. 1973 w Moskwie) – radziecki dyplomata i historyk.

## Życiorys
Należał do WKP(b), od 1944 pracował w Ludowym Komisariacie Spraw Zagranicznych ZSRR, był kandydatem nauk historycznych, później profesorem. Od 1945 do sierpnia 1946 kierownik Wydziału V Europejskiego Ludowego Komisariatu/Ministerstwa Spraw Zagranicznych ZSRR, od 14 sierpnia 1946 do 13 stycznia 1948 ambasador nadzwyczajny i pełnomocny ZSRR w Finlandii, od stycznia 1948 do października 1949 ponownie kierował Wydziałem V Europejskim MSZ ZSRR, od 27 października 1949 do 12 marca 1950 ambasador nadzwyczajny i pełnomocny ZSRR w Szwecji. Od marca 1950 ekspert-konsultant Wydziału V Europejskiego MSZ ZSRR, później zastępca Wydziału III Europejskiego tego ministerstwa, od 5 sierpnia 1953 do 21 stycznia 1958 ambasador nadzwyczajny i pełnomocny ZSRR w Izraelu, od stycznia 1958 do maja 1959 zastępca kierownika Wydziału Państw Bliskiego Wschodu MSZ ZSRR. Od 6 maja 1959 do 2 lutego 1962 ambasador nadzwyczajny i pełnomocny ZSRR w Kambodży, równocześnie od 8 października 1960 do 31 sierpnia 1962 ambasador nadzwyczajny i pełnomocny ZSRR w Laosie, od 1 listopada 1962 do 18 stycznia 1964 ambasador nadzwyczajny i pełnomocny ZSRR w Algierii. Od stycznia 1964 do maja 1966 pracownik Centralnego Aparatu MSZ ZSRR w Moskwie, od 4 maja 1966 do 17 sierpnia 1968 ambasador nadzwyczajny i pełnomocny ZSRR w Dahomeju (obecny Benin), po czym zakończył pracę w dyplomacji.